# Tarik Mrkva
Tarik Mrkva (* 28. Mai 2005 in Scottsdale, Arizona, Vereinigte Staaten) ist ein bosnisch-herzegowinischer Eishockeyspieler, der seit April 2025 erneut beim HK Stari Grad in der bosnisch-herzegowinischen Eishockeyliga spielt. 

## Karriere
Tarik Mrkva, der in den Vereinigten Staaten geboren wurde, begann seine Karriere im U18-Nachwuchskader des bosnischen Verbandes, für den er bereits als 13-Jähriger in der bosnisch-herzegowinischen Eishockeyliga spielte. Nach einem Jahr beim HK Stari Grad, verbrachte er die Saison 2021/22 beim HK Maribor, für den er vorwiegend in der U17- und der U19-Mannschaft spielte, aber auch zu einem Einsatz in der slowenischen Eishockeyliga kam. 2022 wechselte er für ein Jahr nach Schweden und kam beim Brinkens IF auch vorwiegend im Nachwuchsbereich zum Einsatz. Anschließend zog es ihn in sein Geburtsland, wo er für die New Jersey Jr. Titans und South Shore Kings spielte. Seit April 2025 steht er wieder beim HK Stari Grad auf dem Eis.

### International
Im Juniorenbereich spielte Mrkva bei den U18-Weltmeisterschaften der Division III 2022, als er mit der besten Plus/Minus-Bilanz und den meisten Torvorbereitungen auch zum besten Stürmer des Turniers gewählt wurde, und 2023 sowie den U20-Weltmeisterschaften der Division III 2022, 2023, 2024 und 2025.
Für Bosnien und Herzegowina nahm Mrkva im Herren-Bereich an den Weltmeisterschaften der Division III 2022, 2023 und 2025 teil.

## Familie
Mrkvas Bruder Haris und seine Mutter Anesa sind beziehungsweise waren ebenfalls bosnisch-herzegowinischer Nationalspieler, während Vater Adnan, der früher auch aktiv war, seit vielen Jahren als Manager verschiedener Auswahlmannschaften des Verbandes fungiert.

## Erfolge und Auszeichnungen
- 2022 Aufstieg in die Division III, Gruppe A, bei der U18-Weltmeisterschaft der Division III, Gruppe B
- 2022 Bester Stürmer, bester Vorbereiter und beste Plus/Minus-Bilanz bei der Weltmeisterschaft der U18-Division III, Gruppe B
- 2024 Aufstieg in die Division III, Gruppe A, bei der U20-Weltmeisterschaft der Division III, Gruppe B